# Abebe Bikila
Abebe Bikila, etiopski atlet, * 7. avgust 1932, Mout, Etiopija, † 25. oktober 1973, Adis Abeba, Etiopija.
Abebe Bikila je služboval v Imperialni gardi Hajla Selasija I. Sodeloval je na atletskem delu poletnih olimpijskih igrah leta 1960, leta 1964 in leta 1968. Ko je osvojil zlato medaljo v maratonu na igrah leta 1960 v Rimu, je postal narodni heroj. Na tem teku je dosegel tudi svetovni rekord 2 h 15 m 16,2 s. Tekel je bos. Med tekom je Bikila tekel mimo aksumskega obeliska, ki so ga ukradli iz domovine med drugo italijansko-abesinsko vojno.
Leta 2012 je bil sprejet v novoustanovljeni Mednarodni atletski hram slavnih, kot eden izmed prvih štiriindvajsetih atletov.